# Gigante de Flandres
Gigante de Flanders   é uma raça europeia de coelho-doméstico(Oryctolagus cuniculus domesticus) de origem belga.São conhecidos como uma das maiores raças da espécie pesando entre 6 a 10 Kg.

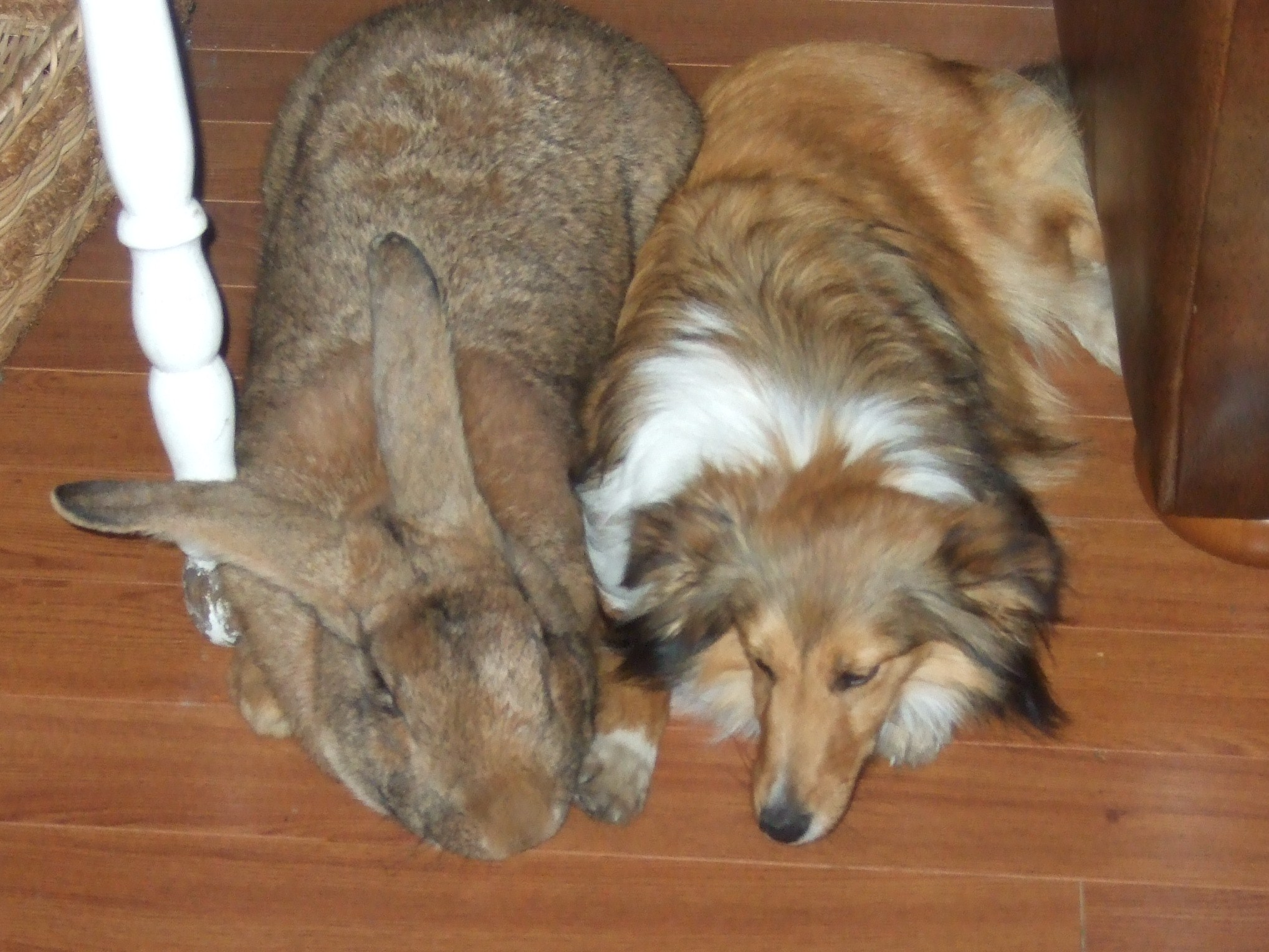
Comparação de tamanho entre um coelho Gigante de Flandres e um cachorro.

Os Gigantes de Flanders  são mais comumente criados  em cuniculturas para obtenção de  peles e carne.Embora a raça também seja amplamente utilizada como animal de estimação em decorrência de sua natureza dócil e a sua tranquilidade. 
 